# Albano Bortoletto Cavallin
Dom Albano Bortoletto Cavallin (Lapa, 25 de abril de 1930 - Londrina, 1 de fevereiro de 2017) foi um bispo católico brasileiro e o terceiro arcebispo de Londrina.

## Biografia
Paranaense, nascido na Lapa, neto de imigrantes italianos, sendo seus pais Pedro Cavallin e Celestina Bortoletto Cavallin.
Desde os 7 anos, na primeira comunhão manifestou desejo de ser padre, entrando com 10 anos no Seminário Menor de Curitiba. Viveu 16 anos de formação no Seminário de São Paulo, São Leopoldo, Roma e Bélgica.
Ordenado Padre com 24 anos, foi por alguns anos padre coadjutor na Catedral Basílica de Curitiba e depois pároco na Igreja de Santa Terezinha, na mesma cidade. Levado para o Seminário, aí ficou por 20 anos colaborando na formação de dezenas de padres, bispos e cardeais.
Na formação do clero, viveu intensamente o período de renovação da Igreja pelo Concilio Vaticano II, do qual foi um promotor, como Secretário do Regional Sul II do Paraná.
Na formação procurou sempre infundir nos Seminaristas um amor à Igreja, sobretudo na sua renovação conciliar.
Sua vida como Padre e Bispo foi marcada pelo apostolado catequético, sendo conhecido por todos como Bispo Catequista, no Paraná e na CNBB Nacional.
Foi o incentivador do conhecido Manual de Catequese “Crescer em Comunhão”, em 5 volumes e com uma tiragem de mais de dois milhões de exemplares.
Foi Bispo Auxiliar em Curitiba, vivendo sempre no Seminário Maior Rainha dos Apóstolos. Transferido para a Diocese de Guarapuava, fez uma experiência de Bispo Missionário. Em Londrina, continuou cuidando da Formação do Clero, fundando o Seminário Propedêutico, o Curso de Teologia na PUC e a instalação do Diaconato.
Imitando São Paulo, procurou viver o lema apostólico de “solicitude por todas as Igrejas”.
Participou das Missões Populares de Londrina, onde reuniu 14.000 missionários leigos que, durante um ano, visitaram 90.000 lares nas cidades da Diocese.
Ajudou a construir o Centro de Pastoral Jesus Bom Pastor.
As 75 anos, em 2006, apresentou sua renuncia e tornou-se Arcebispo Emérito de Londrina.
Como Bispo Emérito gosta de recordar o Conselho do Papa João XXIII a um Bispo Ancião. “Agora, sua função mudou em relação à Igreja”. Deve rezar por ela, e isso não é menos importante do que Agir.
Gosta de rezar por todas as vocações esta jaculatória: Senhor, enviai vocações; Senhor, enviai muitas vocações; Senhor, enviai muitas e santas vocações para a Igreja de Londrina.
Tem um sonho ainda não realizado: Ver a fundação de um Seminário Missionário interdiocesano para a formação de sacerdotes, religiosas e leigos missionários para as missões da África.
Seu último pedido: Cada cristão ser um padrinho ou madrinha de uma vocação para a Igreja de Londrina.

Morreu em 1º de fevereiro de 2017, devido a complicações de uma cirurgia cardiovascular.

### Ordenações episcopais
Dom Albano foi o principal sagrante do bispo:
- Dom Pedro Carlos Zilli , P.I.M.E.

Foi um dos co-consagrantes dos seguintes bispos:
- Dom Antônio Agostinho Marochi
- Dom Vicente Costa
- Dom José Lanza Neto

## Títulos
- Doutor Honoris Causa pela Pontifícia Universidade Católica do Paraná (PUCPR). 2007.